# Lilla Garsjön
Lilla Garsjön är en sjö i Gislaveds kommun i Småland och ingår i Nissans huvudavrinningsområde. Sjön är 3,5 meter djup, har en yta på 0,105 kvadratkilometer och är belägen 136,1 meter över havet. Vid provfiske har abborre och gädda fångats i sjön.

## Delavrinningsområde
Lilla Garsjön ingår i det delavrinningsområde (633552-133753) som SMHI kallar för Inloppet i Örsjön. Medelhöjden är 140 meter över havet och ytan är 8,1 kvadratkilometer. Det finns inga delavrinningsområden uppströms utan avrinningsområdet är högsta punkten. Bäckåsabäcken som avvattnar avrinningsområdet har biflödesordning 4, vilket innebär att vattnet flödar genom totalt 4 vattendrag innan det når havet efter 77 kilometer. Delavrinningsområdet består mestadels av skog (76 procent) och sankmarker (12 procent). Avrinningsområdet har 0,47 kvadratkilometer vattenytor vilket ger det en sjöprocent på 5,7 procent.